# Constantin Langa

Mormântul lui Constantin Langa de la Cimitirul Eternitatea din Iaşi.

Constantin Langa (n. 1829 – d. 17 decembrie 1914, Iași, România) a fost un colonel român, care a deținut funcția de primar al municipiului Iași în perioada 7 iunie 1891 - 30 mai 1892.
A fost ofițer de ordonanță a domnitorului Alexandru Ioan Cuza, avansând până la gradul de locotenent-colonel. A devenit ulterior un om politic influent în orașul Iași.
El a încurajat arta, fiind posesorul unei mari galerii de artă, cu portretele tuturor oamenilor însemnați ai țării, galerie pe care a dăruit-o Universității „Al. I. Cuza” din Iași.
A fost înmormântat la Cimitirul „Eternitatea” din Iași. 
În prezent, o stradă din municipiul Iași și Școala Gimnazială din comuna Miroslava (județul Iași) poartă denumirea „Colonel Constantin Langa”.